# Клепиково (Усть-Пристанський район)
Кле́пиково (рос. Клепиково) — село у складі Усть-Пристанського району Алтайського краю, Росія. Адміністративний центр Клепиковської сільської ради.

## Населення
Населення — 439 осіб (2010; 537 у 2002).
Національний склад (станом на 2002 рік):
- росіяни — 100 %